# Izïa Higelin
Izïa Higelin (ook gekend als Izia) (24 september 1990) is een Frans actrice en singer-songwriter.

## Biografie

### Vroeger leven
Izïa Higelin werd op 24 september 1990 geboren in Senegal als dochter van muzikant en zanger Jacques Higelin en danseres Aziza Zakine. Van 2004 tot 2005 studeerde ze aan de École alsacienne maar verliet op 15-jarige leeftijd de school om zich te concentreren op haar muziekcarrière. Op jonge leeftijd werd ze beïnvloed door jazz en Britse popmuziek en op zevenjarige leeftijd vormde ze een duo met haar vader waarbij ze zong en hij haar begeleidde op de piano. Op dertienjarige leeftijd kreeg Izïa interesse voor rockbands zoals Nirvana en Led Zeppelin en schreef toen haar eerste lied, getiteld Hey Bitch dat later op haar debuutalbum verscheen.

### Muziekcarrière
In 2004 ontmoette ze via haar vader de bassist Antoine Toustou van de groep Caravan Palace en ze traden een eerste maal live op in Cabaret Sauvage. Zes maand later werd de groep uitgebreid met Sébastien Hoog en Vincent Polycarpe. In september 2006 werd haar eerste EP uitgebracht en een jaar later speelde ze het voorprogramma van Iggy & the Stooges op het Printemps de Bourges-muziekfestival. Vervolgens toerde Higelin gedurende zes maanden in Frankrijk en op 8 juni 2009 werd haar debuutstudioalbum Izia uitgebracht in Frankrijk. Het album presteerde redelijk in de Franse albumschart en bereikte de hoogste positie op plaats 31 en verbleef 17 opeenvolgende weken in de top 100.

### Acteercarrière
In 2011 werd ze door Patrick Mille gekozen voor een van de hoofdrollen in zijn langspeelfilm Mauvaise fille die vanaf 28 november 2012 in de bioscoopzalen vertoond werd. Higelin werd voor haar rol bekroond met de César voor beste jong vrouwelijk talent. Higelin acteerde in verscheidene Franse films en werd in 2015 genomineerd voor de César voor beste vrouwelijke bijrol voor haar rol in Samba. 

## Muzikanten van de band Izia
- Gitaar: Sébastien Hoog
- Basgitaar: Vincent Brulin (sinds 2015)
- Drums: Louis Delorme
- Gitaar/Piano/Orgel: Guillaume Zeller

## Discografie

### Albums
- 2009: Izia
- 2011: So Much Trouble
- 2015: La Vague
- 2022: La Vitesse

## Filmografie

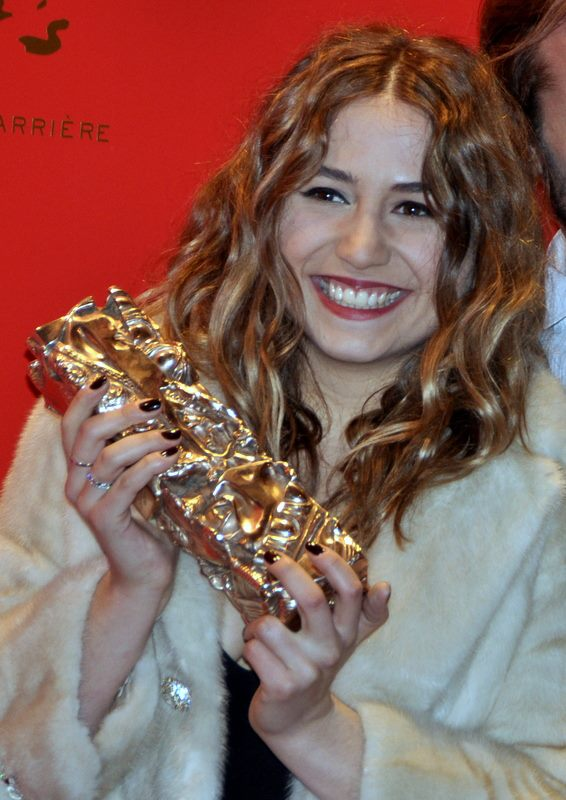
Izïa Higelin tijdens de Césaruitreiking 2013

- 2017: Rodin van Jacques Doillon - Camille Claudel
- 2016: Saint Amour van Gustave Kervern en Benoît Delépine - De ex van Mike
- 2015: La Belle Saison van Catherine Corsini - Delphine
- 2014: Mune, Le Gardien De La Lune van Benoît Philippon en Alexandre Heboyan - Cire (stem)
- 2014: Samba van Éric Toledano en Olivier Nakache - Manu
- 2014: Fils De van HPG - Zichzelf
- 2012: Mauvaise Fille van Patrick Mille - Louise

## Prijzen en nominaties
De belangrijkste:
| Jaar | Prijs         | Categorie                    | Film            | Uitslag     |
| ---- | ------------- | ---------------------------- | --------------- | ----------- |
| 2016 | Prix Lumières | Beste actrice                | La Belle Saison | Genomineerd |
| 2015 | César         | Beste vrouwelijke bijrol     | Samba           | Genomineerd |
| 2013 | César         | Beste jong vrouwelijk talent | Mauvaise fille  | Gewonnen    |